# Куангчі (провінція)
Куангчі — провінція у центральній частині В'єтнаму. Площа становить 4747 км², населення — 598 324 жителів (на 2009 рік, перепис). Адміністративний центр — місто Донгха.
Національній склад населення (за даними перепису 2009 року): в'єтнамці 528 888 осіб (88,39 %), бру-ванк'єу — 55 079 осіб (9,21 %), таой — 13 961 особа (2,33 %), інші 396 осіб (0,07 %).

## Географія і клімат
Куангчі розташоване у найбільш вузькій, центральній частині В'єтнаму. На сході омивається водами Південно-Китайського моря, на заході межує з Лаосом (кордон по хребту Чионгшон). Довжина берегової лінії — 75 км. Відстань від провінції до Ханоя становить близько 600 км, до Хошиміна — 1130 км.
Середньорічна температура становить 24°С.

## Адміністративний поділ
Адміністративно Куангчі поділяється на одне провінційне місто Донгха, одне повітове місто Куангчі і вісім повітів:
- Камло (Cam Lộ) — повіт
- Конко (Cồn Cỏ) — повіт
- Дакронг (Đa Krông) — повіт
- Зелінь (Gio Linh) — повіт
- Хайланг (Hải Lăng) — повіт
- Хионгхоа (Hướng Hóa) — повіт
- Чьєуфонг (Triệu Phong) — повіт
- Віньлінь (Vĩnh Linh) — повіт

## Галерея

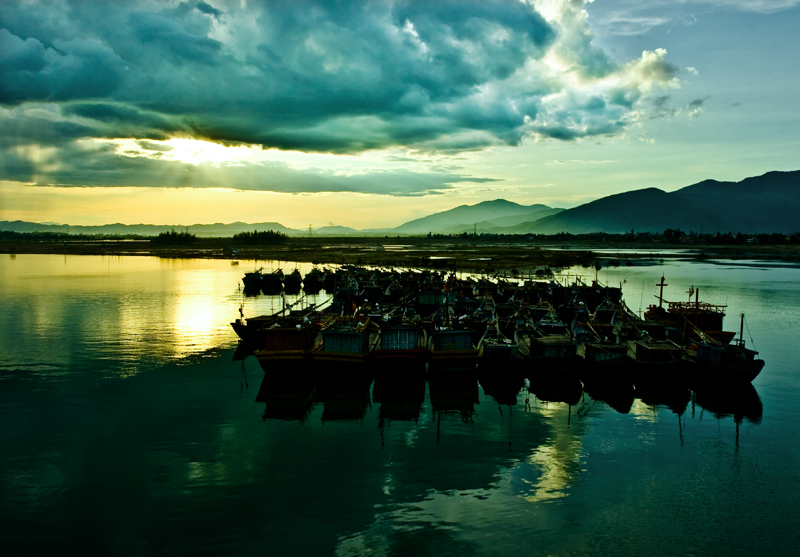
Річка Хьєнлионг
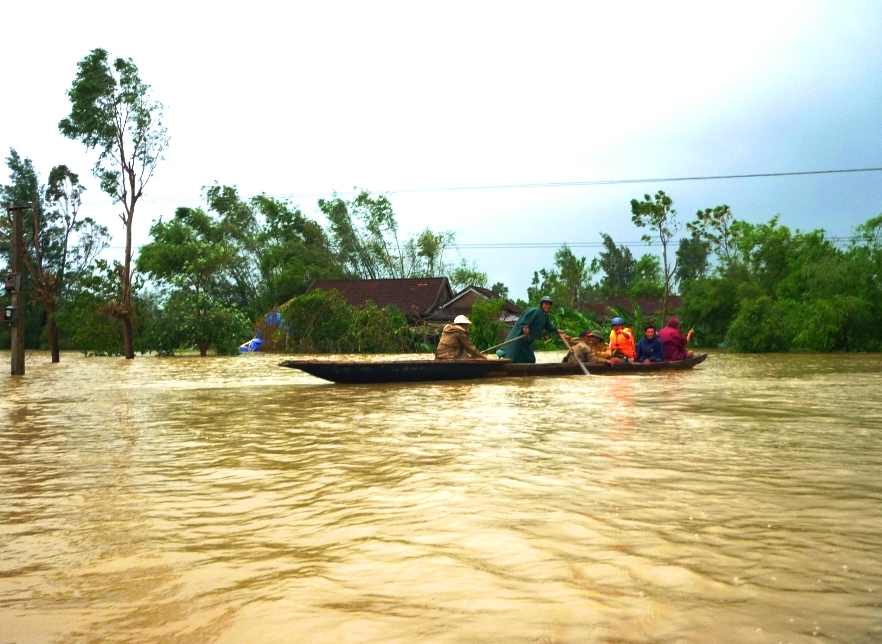
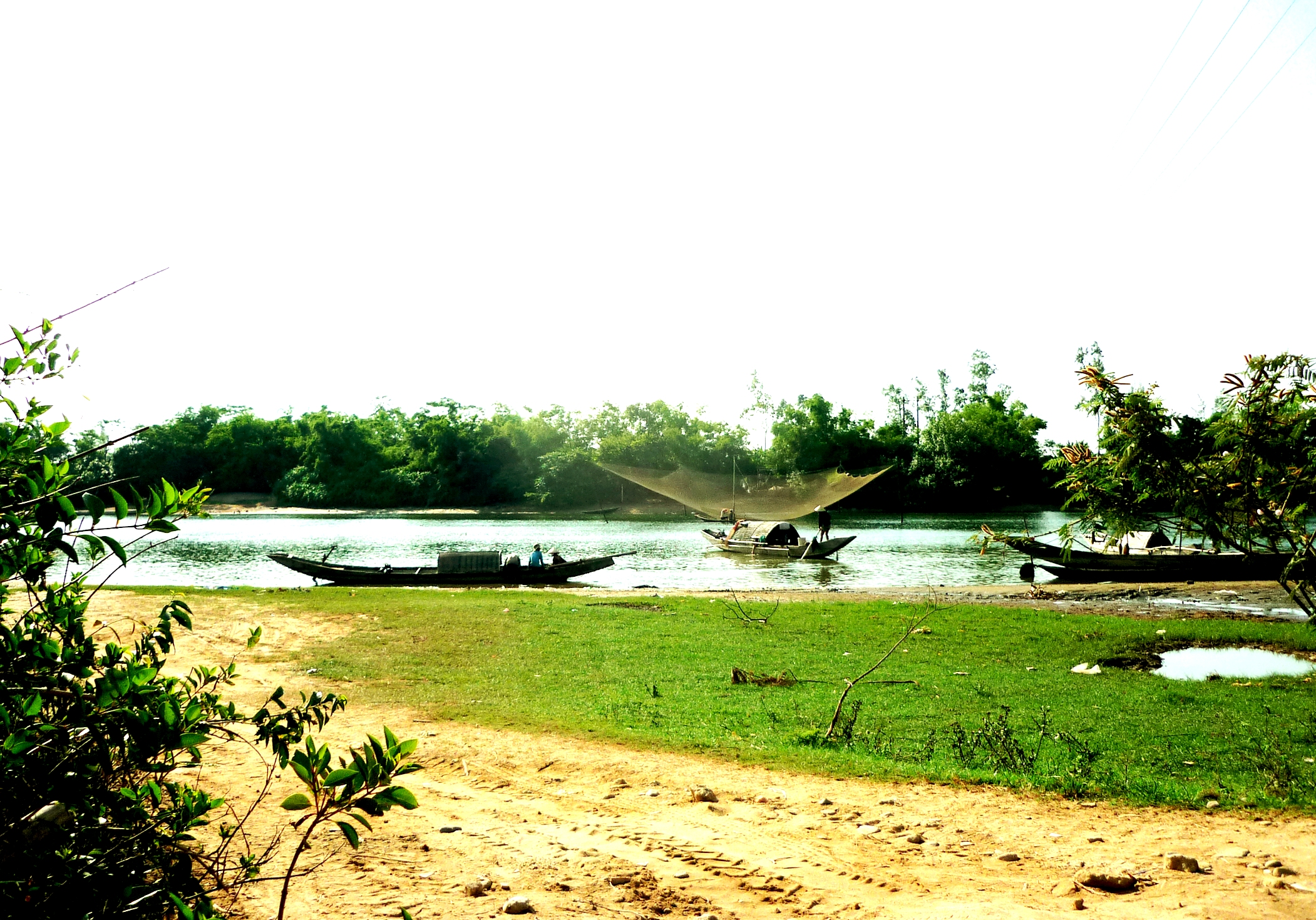